# اگنس خدا
اگنسِ خدا (انگلیسی: Agnes of God) فیلمی در ژانر مرموز به کارگردانی نورمن جویسون است که در سال ۱۹۸۵ منتشر شد.

## افتخارات
آن بنکرافت موفق شد برای بازی در این فیلم برای دریافتِ جایزه اسکار بهترین بازیگر نقش اول زن نامزد شود. مگ تیلی نیز نامزدِ دریافتِ جایزه اسکار بهترین بازیگر نقش مکمل زن شد.

## بازیگران
بازیگران این فیلم عبارتنداز:
- جین فوندا
- آن بنکرافت
- مگ تیلی
- اَن پیتونیاک
- Anne Pitoniak
- Gratien Gélinas
- Charlotte Laurier
- Françoise Berd
- Françoise Faucher
- Gabriel Arcand
- Jacques Tourangeau
- Winston Rekert